# Lajatico
Lajatico  és un municipi situat al territori de la província de Pisa, a la regió de la Toscana, (Itàlia).
Lajatico limita amb els municipis de Chianni, Montecatini Val di Cecina, Peccioli, Riparbella, Terricciola i Volterra.

## Galeria

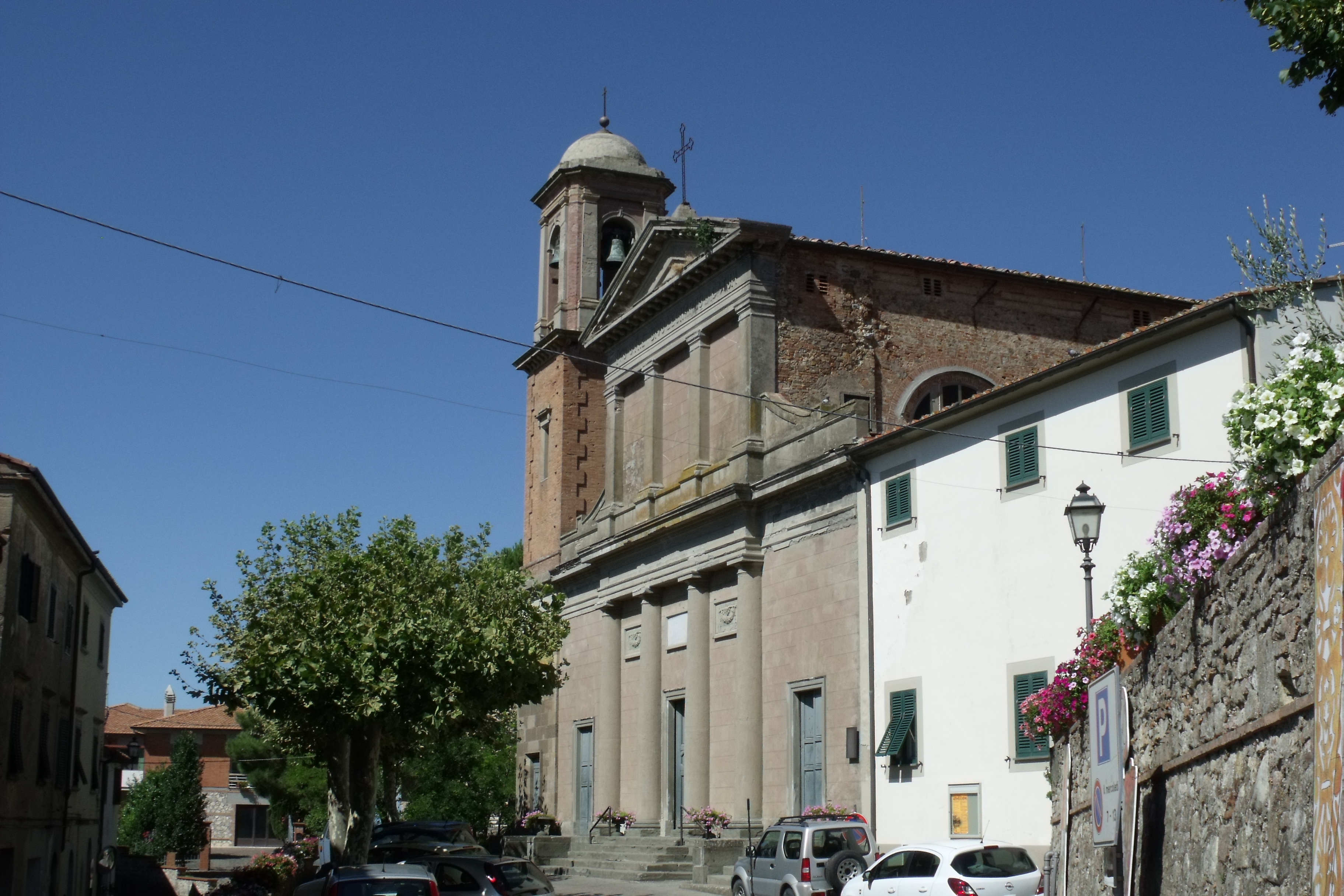
Església de S.Leonardo
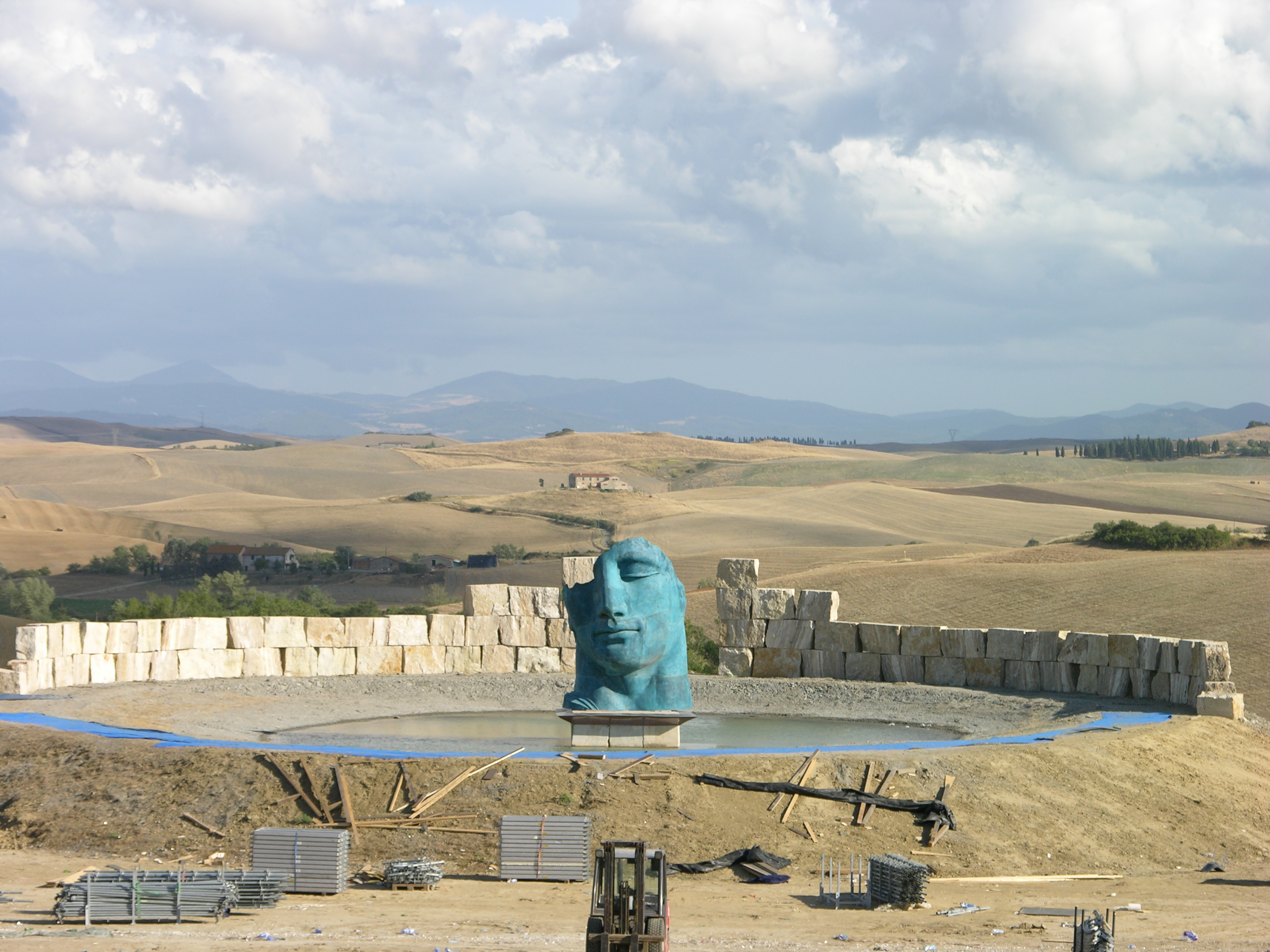
Teatre del silenci
Localització del municipi a la prov. de Pisa